# Palacio Episcopal de Astorga
El Palacio Episcopal de Astorga es un edificio neogótico situado en la ciudad  española de Astorga (León). Fue proyectado por el arquitecto modernista Antoni Gaudí y es una de sus pocas obras realizadas fuera de Cataluña, junto con El Capricho de Comillas, en Cantabria, y la Casa Botines de León. Su construcción se llevó a cabo entre 1889 y 1915.
Esta obra pertenece al período neogótico de Gaudí (1888-1898), etapa en que el arquitecto se inspiró sobre todo en el arte gótico medieval, el cual asume de forma libre y personal, intentando mejorar sus soluciones estructurales. El neogótico fue en aquella época uno de los estilos historicistas de mayor éxito, sobre todo a raíz de los estudios teóricos de Viollet-le-Duc. Gaudí estudió con profundidad el gótico catalán, el balear y el rosellonés, así como el leonés y el castellano en sus estancias en León y Burgos, llegando al convencimiento de que era un estilo imperfecto, a medio resolver. En sus obras elimina la necesidad de contrafuertes mediante el empleo de superficies regladas y suprime cresterías y calados excesivos.
Desde 1962 el palacio alberga el Museo de los Caminos, dedicado al Camino de Santiago. El edificio fue catalogado como Bien de Interés Cultural el 24 de julio de 1969 con la referencia RI-51-0003827. Forma parte de la Ruta Europea del Modernismo.
En 2015, en la aprobación por la Unesco de la ampliación del Camino de Santiago en España a «Caminos de Santiago de Compostela: Camino francés y Caminos del Norte de España», España envió como documentación un «Inventario Retrospectivo - Elementos Asociados» (Retrospective Inventory - Associated Components) en el que en el n.º 1709 figura el Palacio arzobispal.

## Historia

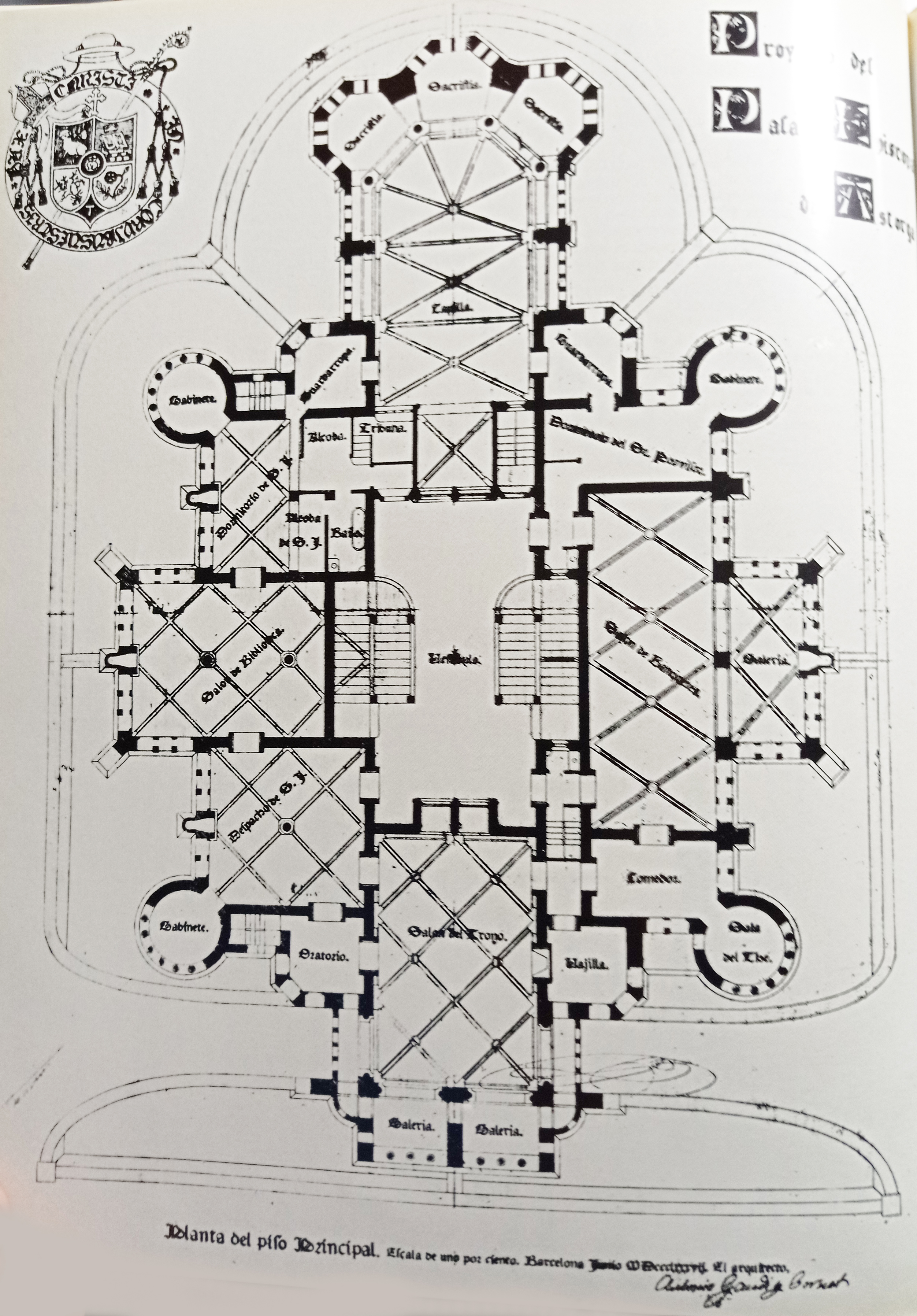
Planta del piso principal

El antiguo palacio episcopal fue edificado probablemente en el siglo XII gracias a la donación de un solar que hizo la reina Urraca. Era un vetusto caserón cuadrangular, con un amplio patio y numerosas habitaciones que a mediados del siglo XIX estaba en un estado ruinoso. Este edificio quedó totalmente destruido por un incendio el 23 de diciembre de 1886. Ya que la ciudad no disponía de un arquitecto diocesano, el obispo Joan Baptista Grau i Vallespinós decidió encargar la construcción del nuevo palacio episcopal a su amigo Gaudí. La amistad entre ambos había comenzado años atrás mientras Grau —reusense como Gaudí— fue vicario general de la archidiócesis de Tarragona e inauguró la iglesia de Jesús-María, cuyo altar había diseñado Gaudí.

### Proyecto de Gaudí
Cuando Gaudí recibió el encargo de construir el palacio episcopal estaba ocupado en diversos proyectos como el palacio Güell, los pabellones Güell, el colegio de las Teresianas y la Sagrada Familia, por lo que no podía desplazarse a Astorga para estudiar el terreno y el entorno del nuevo edificio. Para no retrasar el proyecto le pidió al obispo que le enviase fotografías, dibujos y demás información del lugar, que le permitiesen comenzar a proyectar el palacio de manera que armonizase con las edificaciones de su entorno. Una vez hubo estudiado todo el material recibido, Gaudí preparó los planos del proyecto y los envió a Astorga. Grau se sintió satisfecho e inició los trámites para obtener los permisos administrativos ya que al ser un edificio público debía tener el visto bueno de la Real Academia de Bellas Artes de San Fernando.
Después de haber introducido algunas modificaciones, el proyecto fue aprobado en el mes de febrero de 1889. Esa primavera, una vez concluido su trabajo en el palacio Güell, Gaudí hizo una visita a Astorga y, después de visitar el terreno, hizo algunos pequeños cambios a los planos. Gaudí visitó las obras dos veces en 1890, tres en 1892 y cuatro en 1893. Según Luis Alonso Luengo (Gaudí en Astorga, 1954), Gaudí fue nombrado arquitecto diocesano, cargo que le llevó a ejecutar pequeños proyectos en diversas iglesias rurales de la diócesis, especialmente en lo relativo a la liturgia.
El 24 de junio de 1889, onomástica del obispo, se puso la primera piedra. La obra fue presupuestada en 168 520 pesetas. Las obras se adjudicaron por subasta pública al contratista astorgano Policarpo Arias Rodríguez. Sin embargo, Gaudí decidió emplear en la obra obreros y albañiles catalanes que ya habían trabajado para él a fin de que durante sus ausencias la obra continuase de forma precisa según sus ideas. En 1893, al morir Policarpo Arias, se hizo cargo de la dirección de las obras Saturnino Vilalta Amenós. Ese año falleció también el obispo Grau, al que Gaudí rindió homenaje diseñando su catafalco funerario.
Tras la muerte del obispo, el 4 de noviembre de 1893 Gaudí dimitió por desavenencias con el cabildo, por lo que las obras estuvieron paradas durante varios años —quedaba por terminar el piso superior y la cubierta—. Esta circunstancia dolió profundamente a Gaudí, que comentó al respecto: «no serán capaces de acabarlo, ni tampoco de dejarlo interrumpido». Años más tarde, cuando la infanta Isabel de Borbón, durante una visita a la Sagrada Familia, preguntó a Gaudí porqué había renunciado, este contestó: «Señora, yo no me fui, me echaron».

### Intervenciones posteriores

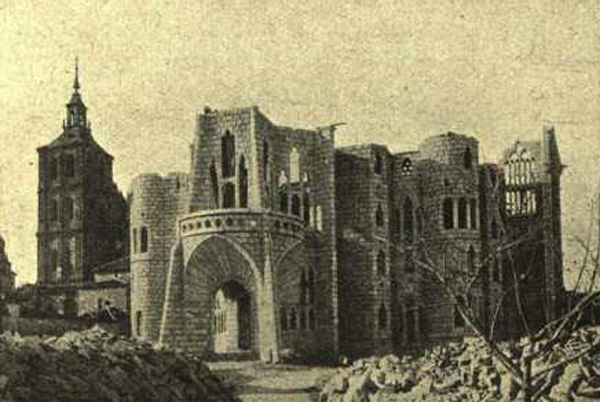
El palacio en obras

En sustitución de Gaudí fue nombrado Francisco Blanch Pons, arquitecto diocesano de León, quien apenas intervino, por lo que se paralizaron de nuevo las obras en 1894. En 1899 fue nombrado Manuel Hernández y Álvarez Reyero, arquitecto diocesano de Santiago de Compostela que estuvo en el cargo hasta 1904 aunque con escasos adelantos. En 1905, el nuevo obispo de Astorga, Julián de Diego Alcolea, intentó la vuelta de Gaudí al que incluso fue a visitar a las obras de la Sagrada Familia en Barcelona, aunque sin éxito. Finalmente, fue terminado entre 1907 y 1915 por Ricardo García Guereta, arquitecto diocesano de León, quien siguió el trazado de Gaudí pero con un sello más convencional. En la intervención de Guereta se denota la influencia violletiana, especialmente en los chapiteles que coronan las torres laterales. Al cambio de dirección se debió también que unas esculturas de ángeles que iban a coronar el edificio según el proyecto original se colocasen finalmente de forma exenta en el jardín del palacio.
En 1913, cuando el obispo de Diego fue trasladado a Salamanca, el palacio quedó abandonado, aunque el sótano fue convertido provisionalmente en museo arqueológico.
Durante la Guerra Civil sirvió de cuartel de artillería y sede de la Falange. Entre 1943 y 1955 se restauraron los daños ocasionados durante la guerra.
En 1956, el obispo Josep Castelltort inició la restauración para convertir el edificio en residencia del obispo, la que debería haber sido su función inicial y que nunca llegó a consumarse. Tras su fallecimiento en 1960, el nuevo obispo, Marcelo González Martín, renunció finalmente a la función episcopal del palacio y promovió su reconversión a lo que es actualmente, el Museo de los Caminos, dedicado al Camino de Santiago.
En 2014 se inició una profunda restauración del palacio con una inversión de 1,8 millones de euros aportados por la Junta de Castilla y León y el Ministerio de Fomento. La reforma se prolongó hasta 2017.

## Descripción

Vista general

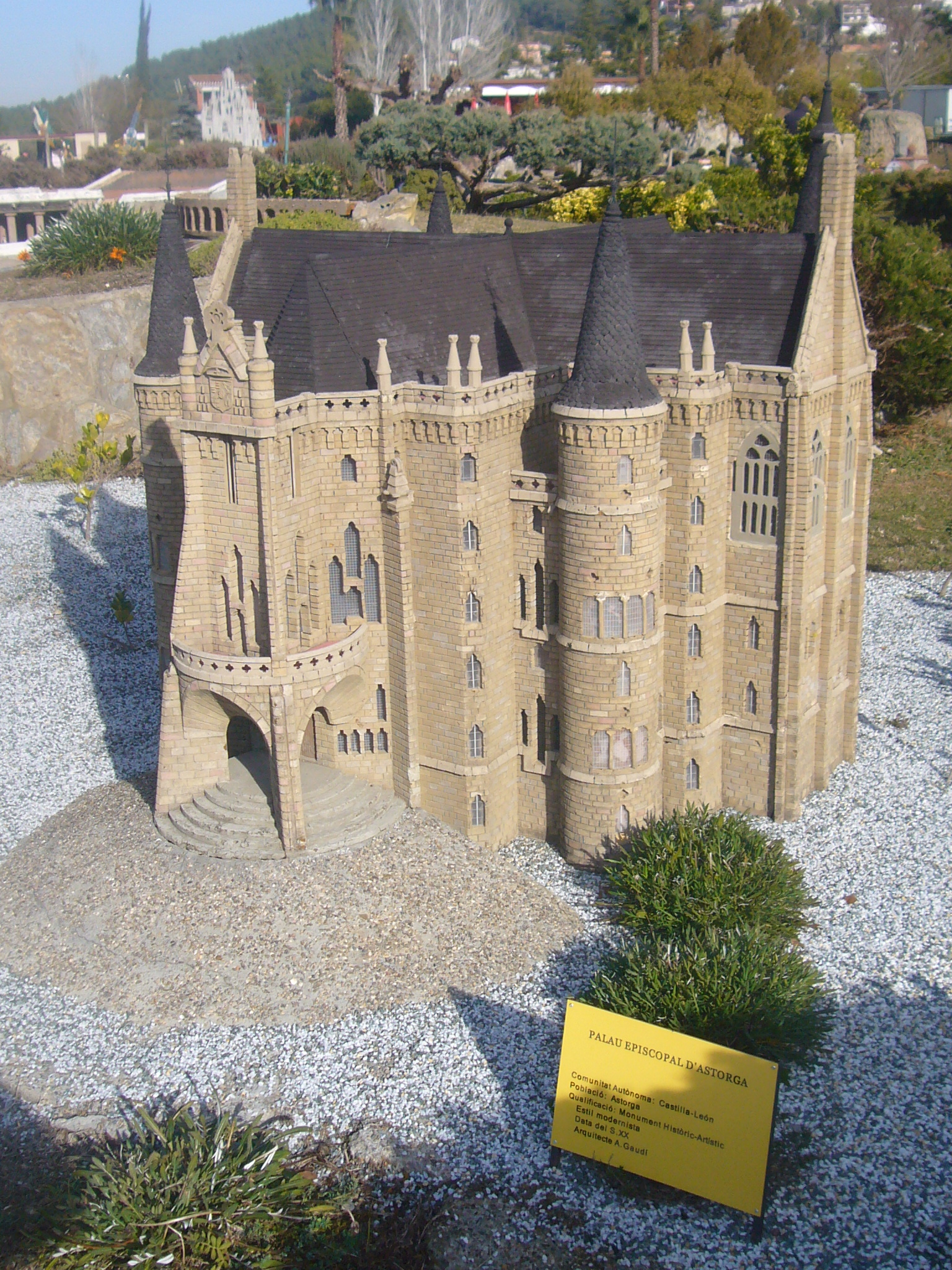
Maqueta del edificio, en Cataluña en Miniatura

El Palacio Episcopal de Astorga es un edificio que tiene un aire medieval, ya que Gaudí lo proyectó en estilo neogótico, corriente constructiva que provenía de la arquitectura historicista de moda en aquel momento y que el arquitecto empleó en el colegio de las Teresianas, en Bellesguard y en la casa Botines, además de en Astorga. Concibió el palacio como un castillo en el exterior y una iglesia en el interior.
La piedra utilizada para su construcción —granito gris del Bierzo— es respetuosa con el entorno, en especial con la catedral que se encuentra en la inmediata vecindad, así como también con la naturaleza, que en la Astorga de finales del siglo XIX estaba más presente que en la actualidad. No obstante, el edificio también incorporaba algunos de los elementos que caracterizarían a Gaudí en sus futuras obras como los arcos de la entrada principal y el volumen situado encima de ella, o las grandes chimeneas que de forma ostensible se integran en las fachadas laterales.

### Exterior
El palacio tiene planta de cruz griega, sobre la que se superpone una planta cuadrada, con cuatro torres cilíndricas en las esquinas, y rodeado por un foso. En las torres se encuentra el escudo del obispo Grau, con la leyenda Pax Christi in cordibus vestris y la letra griega tau, por Tarragona. En dos de los laterales presenta unos cuerpos sobresalientes de planta rectangular, mientras que en los otros dos se encuentran la torre de entrada y la capilla: la primera es de base cuadrada y cuenta con un porche de acceso al palacio; la segunda es también rectangular y está rematada con un ábside y tres absidiolos.
A la fachada principal se accede por una escalinata circular situada en un puente sobre el foso. El pórtico de entrada tiene tres grandes arcos abocinados, hechos con sillares separados entre sí por contrafuertes inclinados, con largas dovelas que recuerdan las masías catalanas del siglo XV. En su interior se halla una bóveda sujeta por arcos apuntados sobre pechinas. En el segundo y tercer piso de la fachada abundan los vanos, decorados con vidrieras, y remata esta fachada el escudo del obispo Alcolea, realizado en granito. La estructura del edificio se sustenta en pilares con capiteles decorados y en bóvedas de crucería sobre arcos ojivales de cerámica vidriada. Se remata con un almenado de estilo mudéjar.
En el jardín del palacio se hallan tres esculturas de ángeles pensadas inicialmente para la cubierta del edificio, pero se colocaron finalmente como esculturas exentas. Fueron elaboradas en 1913 por la Real Compañía Asturiana de Minas según un diseño original de Gaudí y se trasladaron a su ubicación actual en 1963, dos frente a la puerta principal y otra en el lado opuesto, sobre unos pedestales. Están realizados en zinc; uno de los ángeles sostiene una cruz procesional, otro un báculo y el tercero una mitra episcopal.

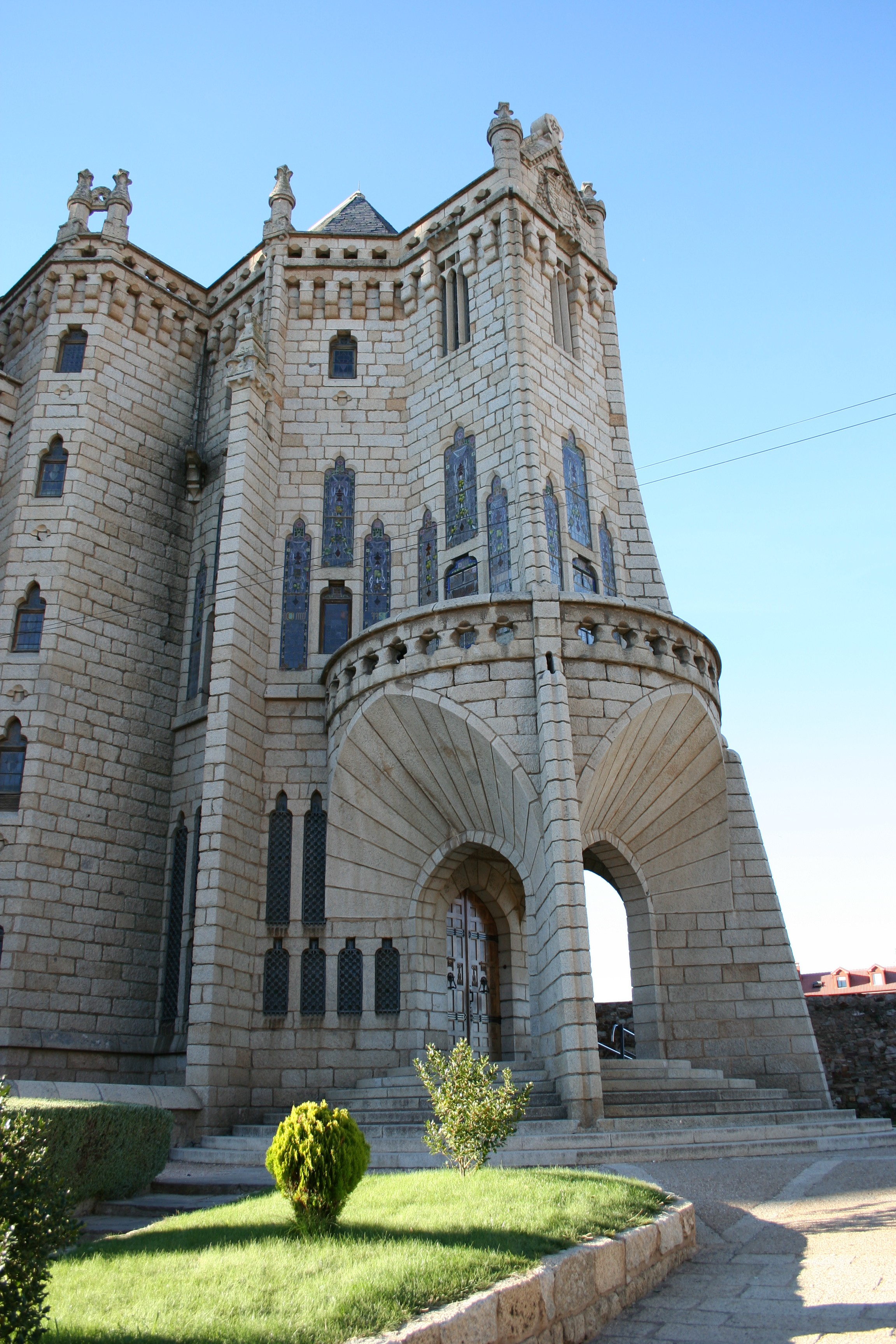
Pórtico de entrada
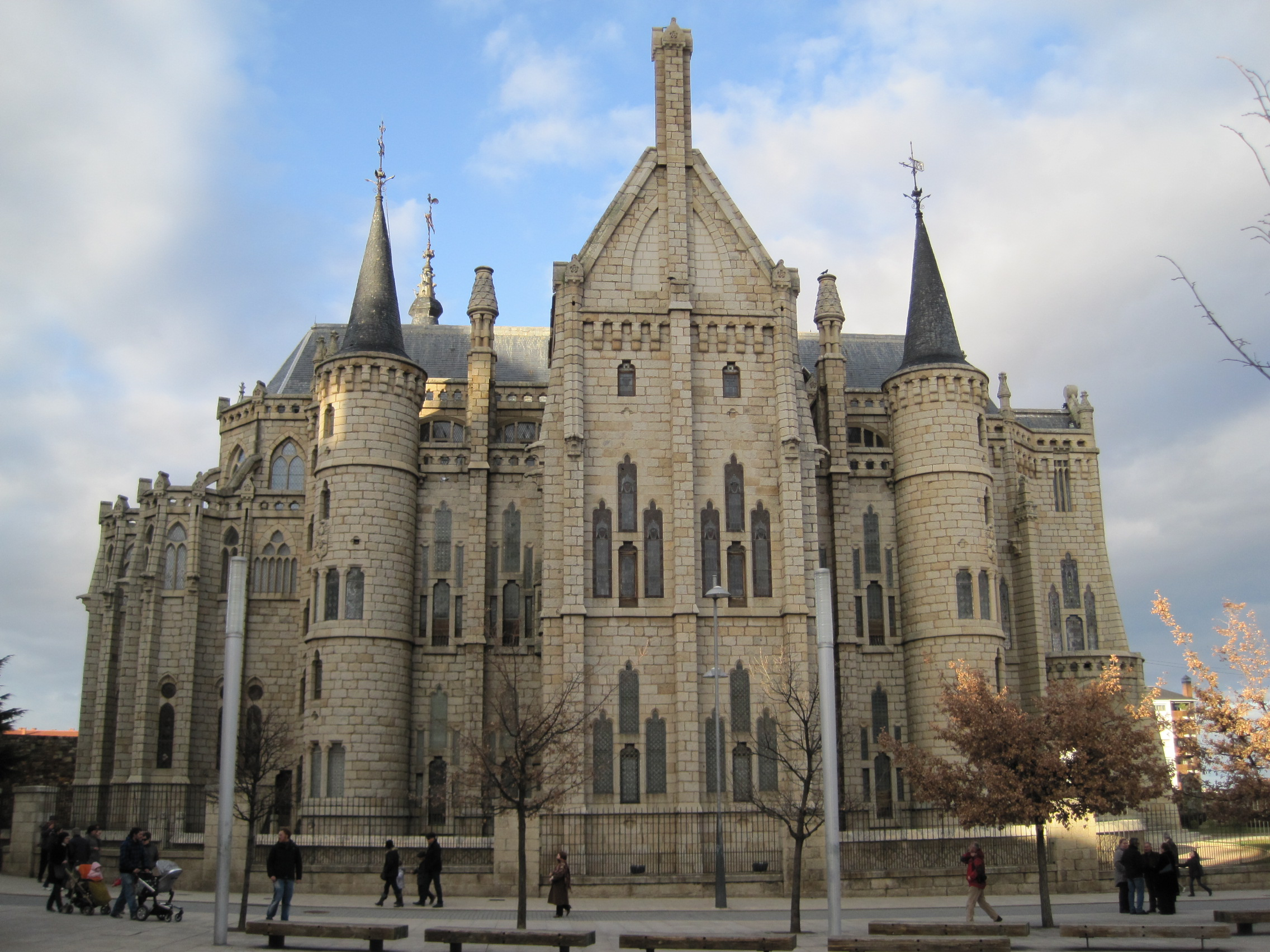
Vista lateral
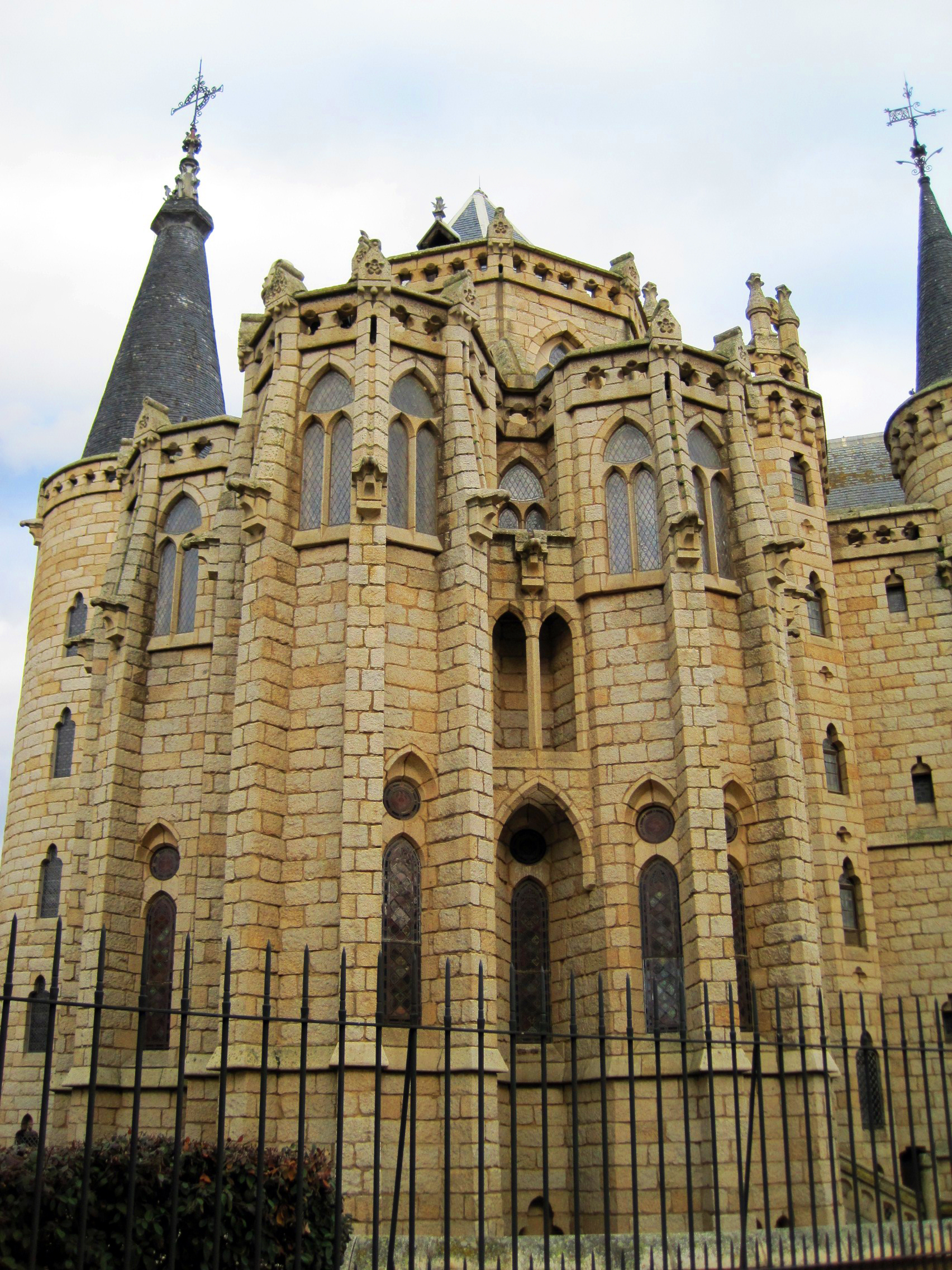
Ábside
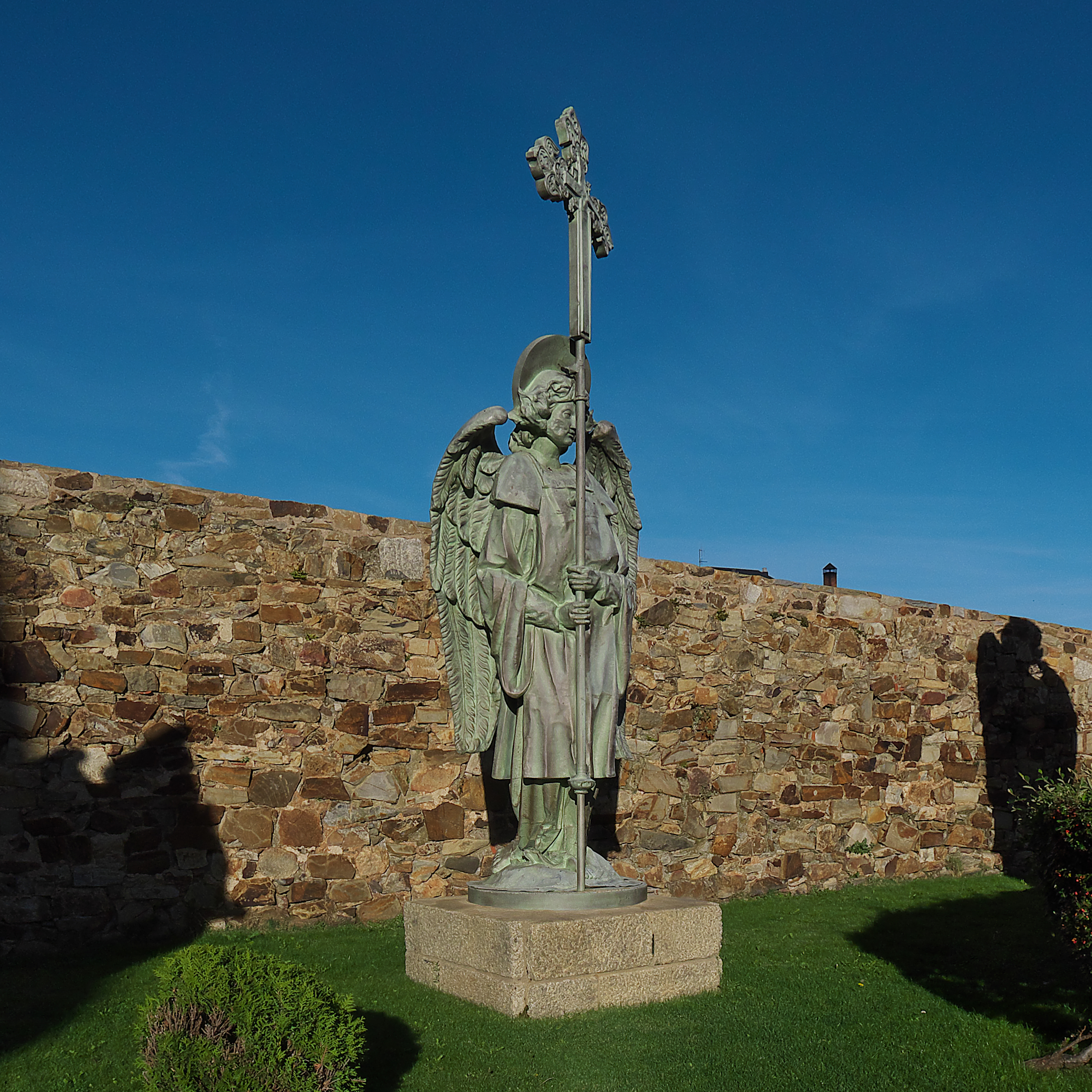
Estatua de ángel

### Interior

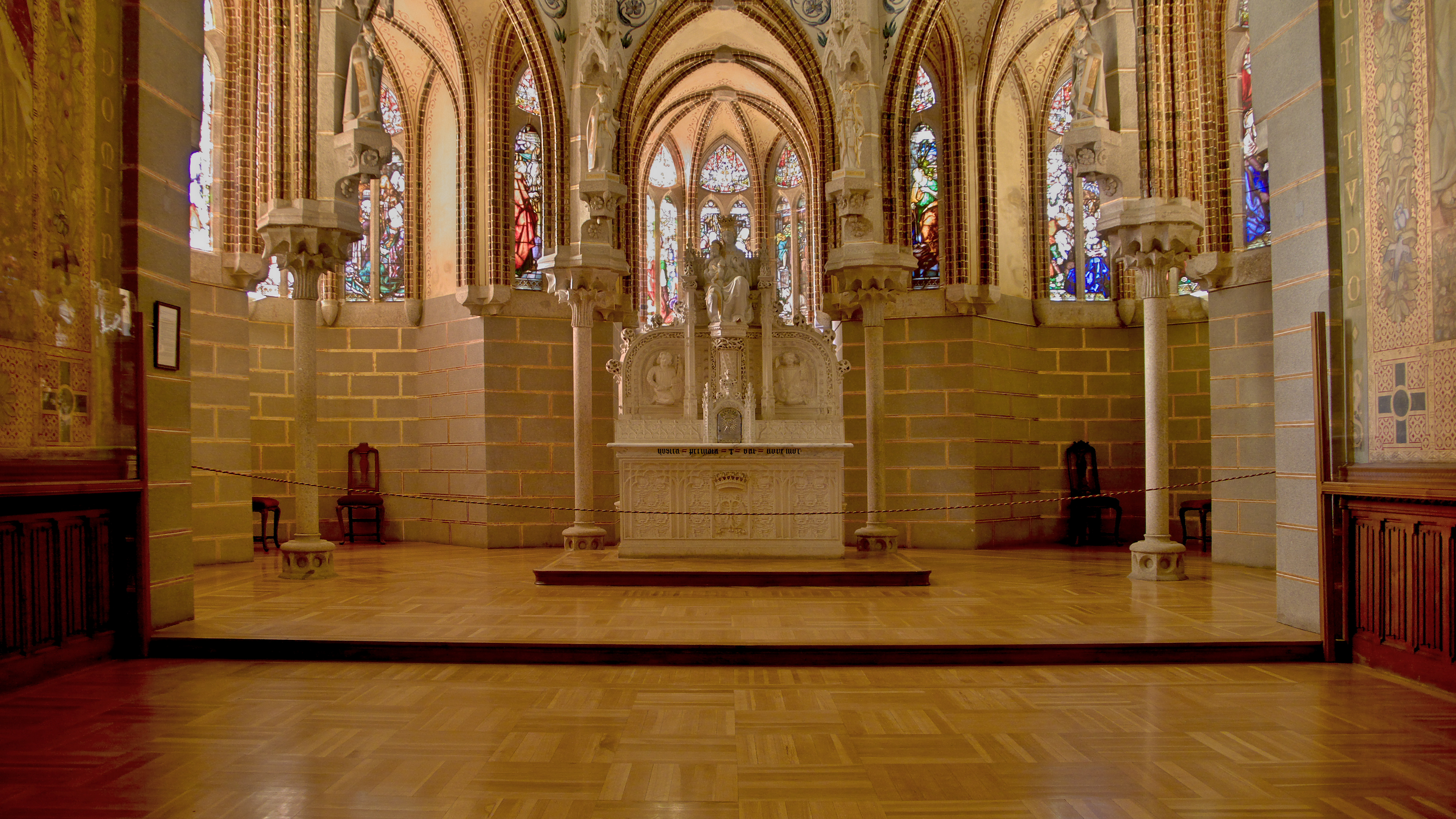
Vista parcial de la capilla del palacio

En el interior hay cuatro niveles: un semisótano, la planta baja —para dependencias administrativas—, el piso principal —con la estancia del obispo, el salón del trono y la capilla—, y el desván. Destaca la riqueza ornamental conseguida con diversos materiales (granito, ladrillo, yeso, mosaico, cerámica, esgrafiados, vidrieras), así como la fluidez espacial y la luminosidad que el arquitecto logró conferir al palacio. Un buen ejemplo de esta riqueza decorativa es la variedad de capiteles que Gaudí diseñó para las diversas columnas del conjunto palaciego, en el que se combinan diversos estilos, desde el gótico y el mudéjar hasta los motivos naturalistas tan del gusto del arquitecto, pasando por unos capiteles de ábacos estrellados inspirados en la Sainte-Chapelle de París.

#### Sótano y planta baja
El sótano es austero, con una atmósfera de castillo medieval más patente que en el resto del edificio. Está ocupado por una única estancia, con columnas de piedra tosca, cilíndricas y rectangulares, dispuestas formando tres naves —cinco en el centro a modo de crucero—, con capiteles que recuerdan los del arte micénico, y con arcos y bóvedas de estilo gótico, estas últimas muy rebajadas, con nervios de ladrillo colocados a punta de diamante —es decir, con forma piramidal—. Aquí se encuentra el Archivo Diocesano y el Museo Epigráfico Astorgano.
La planta baja contiene un gran vestíbulo del que parte la escalera noble, que adquiere una gran altura que permite la apertura de grandes ventanas, de forma triangular, que proporcionan una gran luminosidad; este esquema recuerda un poco al utilizado en el palacio Güell. Este vestíbulo está decorado con catorce pinturas de Modesto Sánchez Cadenas. El salón central está sostenido por seis columnas monolíticas de granito con capiteles de estilo mudéjar. Tanto el vestíbulo como el salón están decorados con piezas de cerámica de Jiménez de Jamuz y escudos heráldicos de obispos y marqueses de Astorga. También se encuentran en esta planta la secretaría, la residencia del secretario —con una rotonda correspondiente a una de las torres que da acceso a una escalera interior—, el provisorato y la estancia del provisor, la estancia del mayordomo, la portería y un almacén. El provisorato se corresponde en planta con el ábside de la capilla superior, por lo que tiene una serie de pequeñas capillas decoradas con vidrieras y rosetones policromados; al fondo de este hay una puerta que comunica con la catedral mediante un puente sobre el foso del palacio. Siguiendo la escalera de caracol hay un entresuelo donde se ubicaba la cocina, la despensa y el lavadero.

#### Planta noble

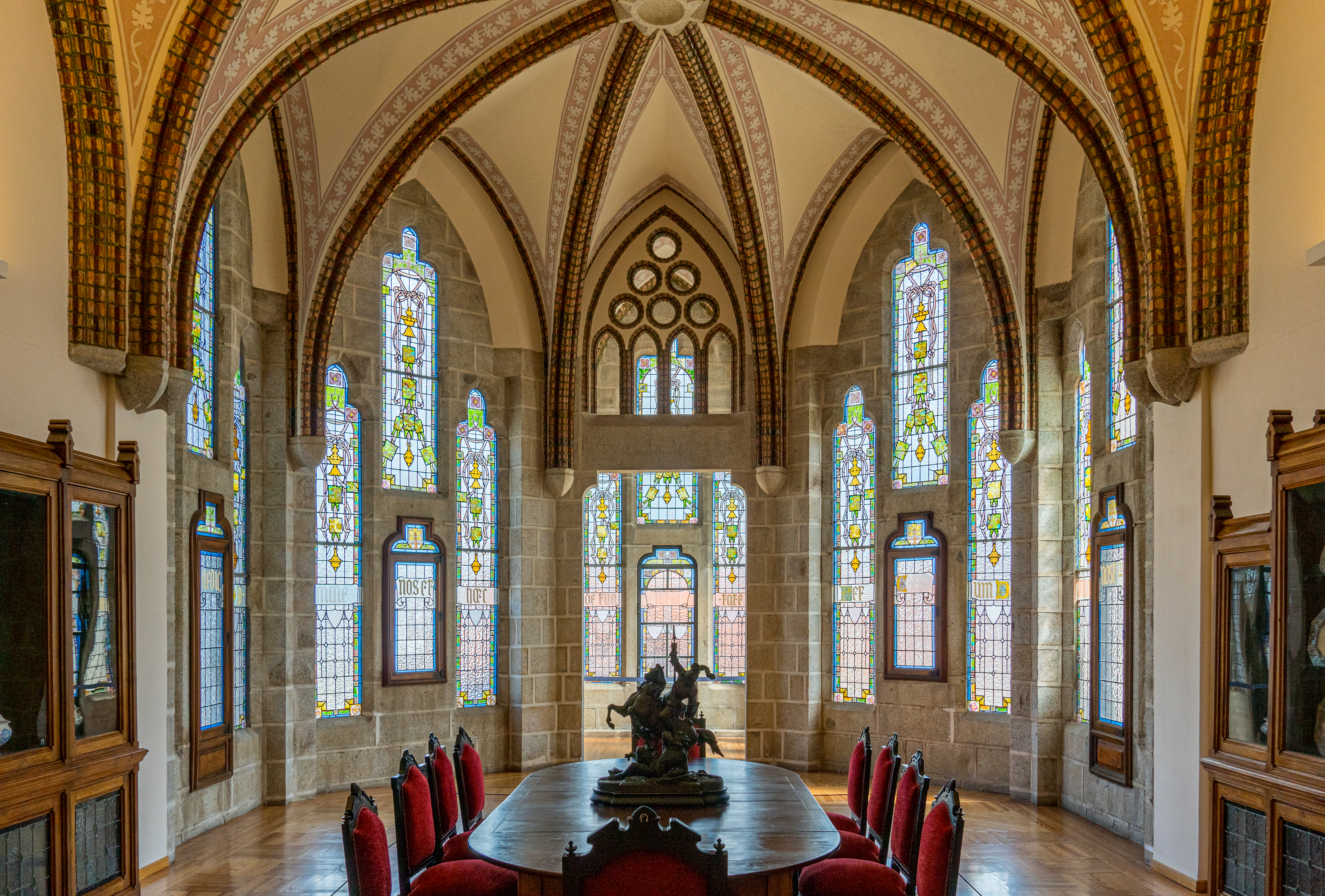
Detalle del interior

La planta noble contiene un vestíbulo que da acceso a todas las demás dependencias, con una bóveda de crucería sostenida por cuatro columnas de granito y con una profusa decoración cerámica. A la izquierda se halla el Salón del Trono, con un acceso formado por tres puertas con arcos escarzanos, con decoración de cerámica y granito de caprichosas formas (cruces, lechuzas), así como múltiples vidrieras; la silla del trono está enmarcada por un baldaquino diseñado por el propio Gaudí, elaborado en granito, que forma un cuerpo con la pared exterior de la fachada, con decoración de palmetas y cruces; destaca también la chimenea, situada en un pórtico bajo un arco escarzano, con una celosía de ocho ventanas apuntadas. La estancia del obispo está formada por una antesala, la cámara que alberga la alcoba y una rotonda con el cuarto de baño. El comedor destaca por su luz y colorido, y da acceso a las terrazas del primer piso; tiene unas vidrieras decoradas con flores y frutos, así como la inscripción latina «BENEDIC, DOMINE NOS ET HAEC TVA DONA QVAE DE TVA LARGITATE SVMVS SVMPTVRI. PER CHRISTVM DOMINUVM NOSTRVM. AMEN». En el despacho destacan sus vidrieras de rico colorido con representación de escudos heráldicos y unas columnas con mocárabes de estilo nazarí. 
Además de otras dos habitaciones, cierra el conjunto de la planta noble la capilla, que es una estancia sin columnas con acceso en forma de dos arcos apuntados; en la paredes hay frescos de Fernando de Villodas, con diversos temas bíblicos (Presentación de Jesús en el templo, Adán y Eva, David, Salomón, Jesús entre los doctores, Abraham e Isaac, El nacimiento de Jesús y diversas inscripciones latinas); el altar es de mármol blanco con una imagen de la Virgen de la Azucena; las capillitas situadas en el ábside albergan cuatro estatuas de santos españoles (san Isidoro, santo Toribio, san Genadio y san Ildefonso), obra de Enrique Marín Higuero. Las vidrieras del ábside contienen escenas de las vidas de Jesús y María así como la Creación de Adán y Eva, la Expulsión de Adán y Eva del Paraíso y la Coronación de la Virgen por el Dios Padre, obra de J. H. Maumejean. Sobre la entrada de la capilla hay dos balcones a modo de coro decorados con mosaicos de tonos azules y con unas inscripciones que señalan el comienzo y finalización de las obras del templo: en la izquierda, «INCHOATVM XXIV JVNII MDCCCLXXXIX EPISCOPO GRAV ARCHITECTO GAVDI»; en la derecha, «PERFECTVM XII OCTOBRIS MDCDXIII EPISCOPO ALCOLEA ARCHITECTO GVERETA».

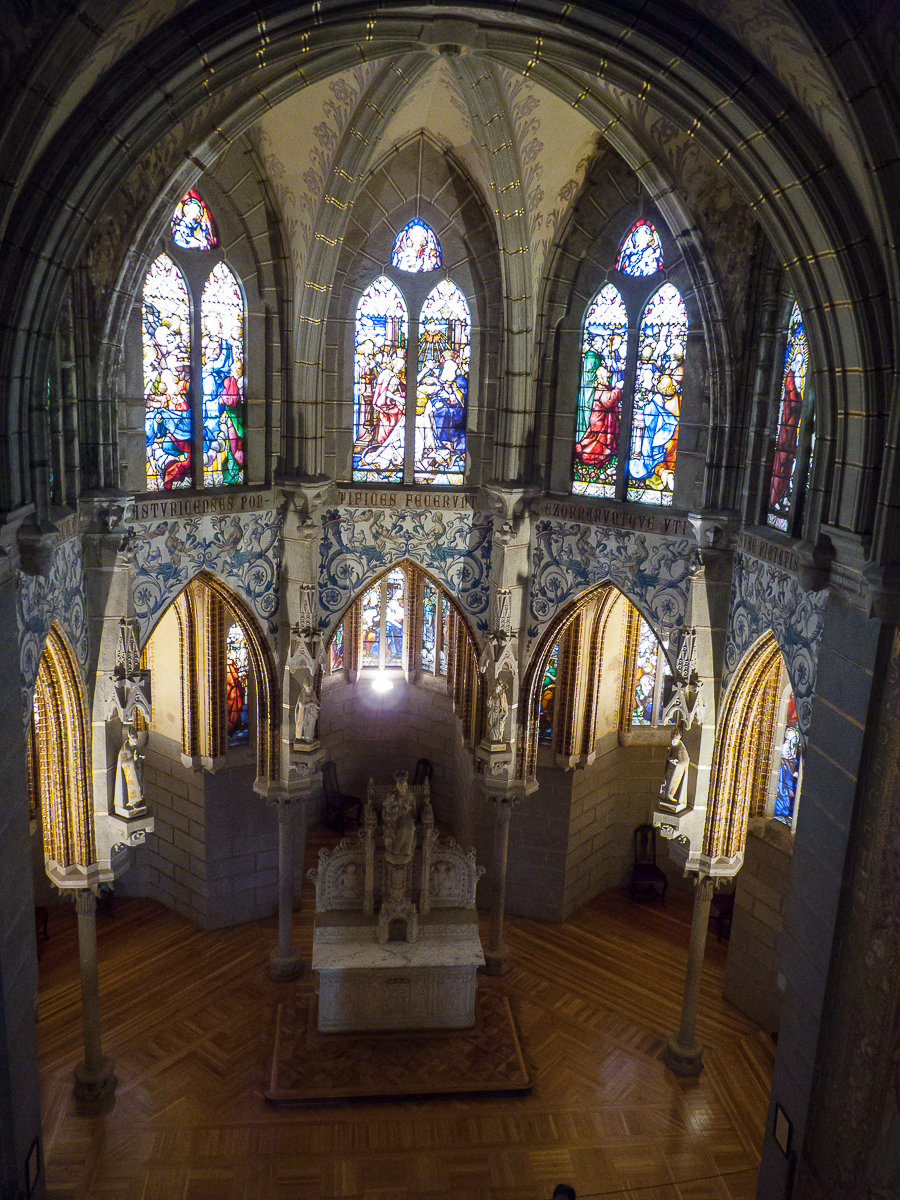
Capilla
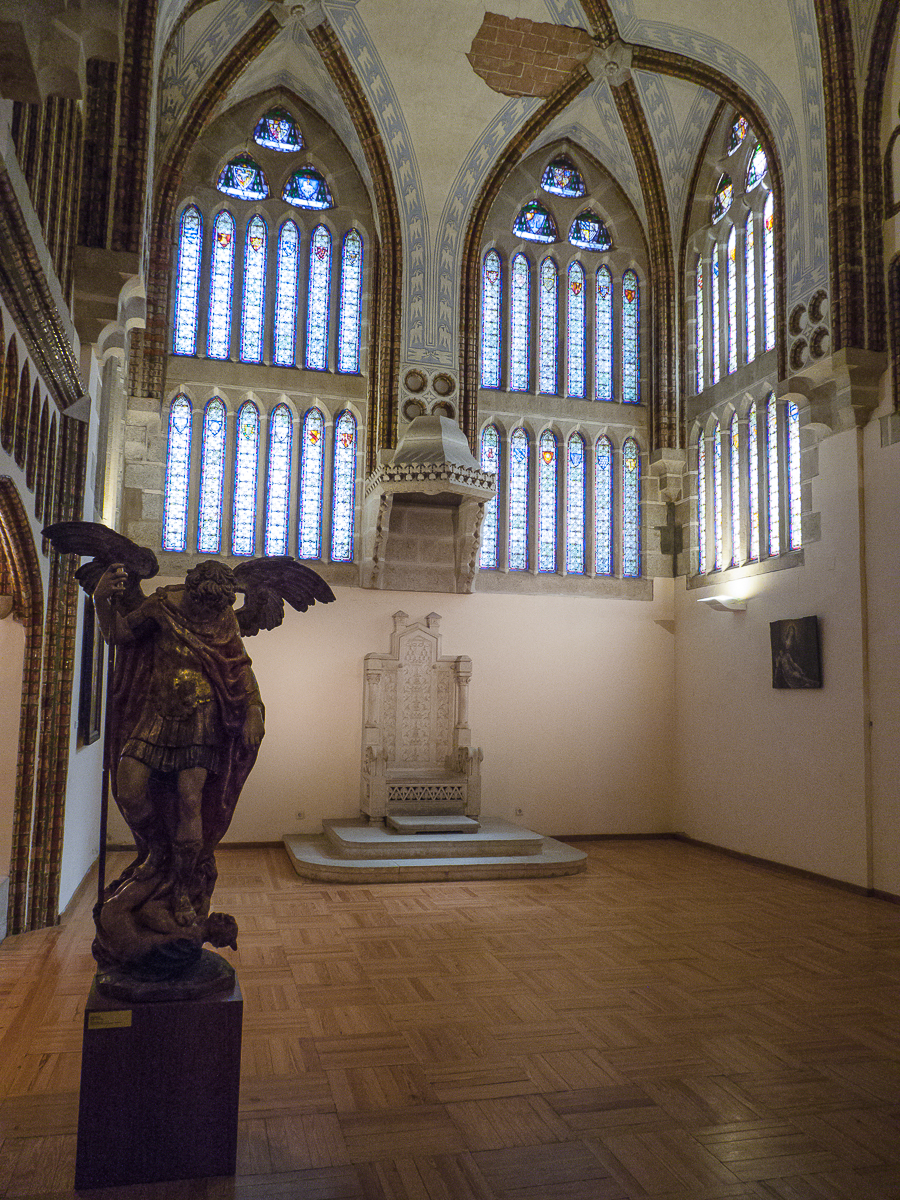
Salón del trono
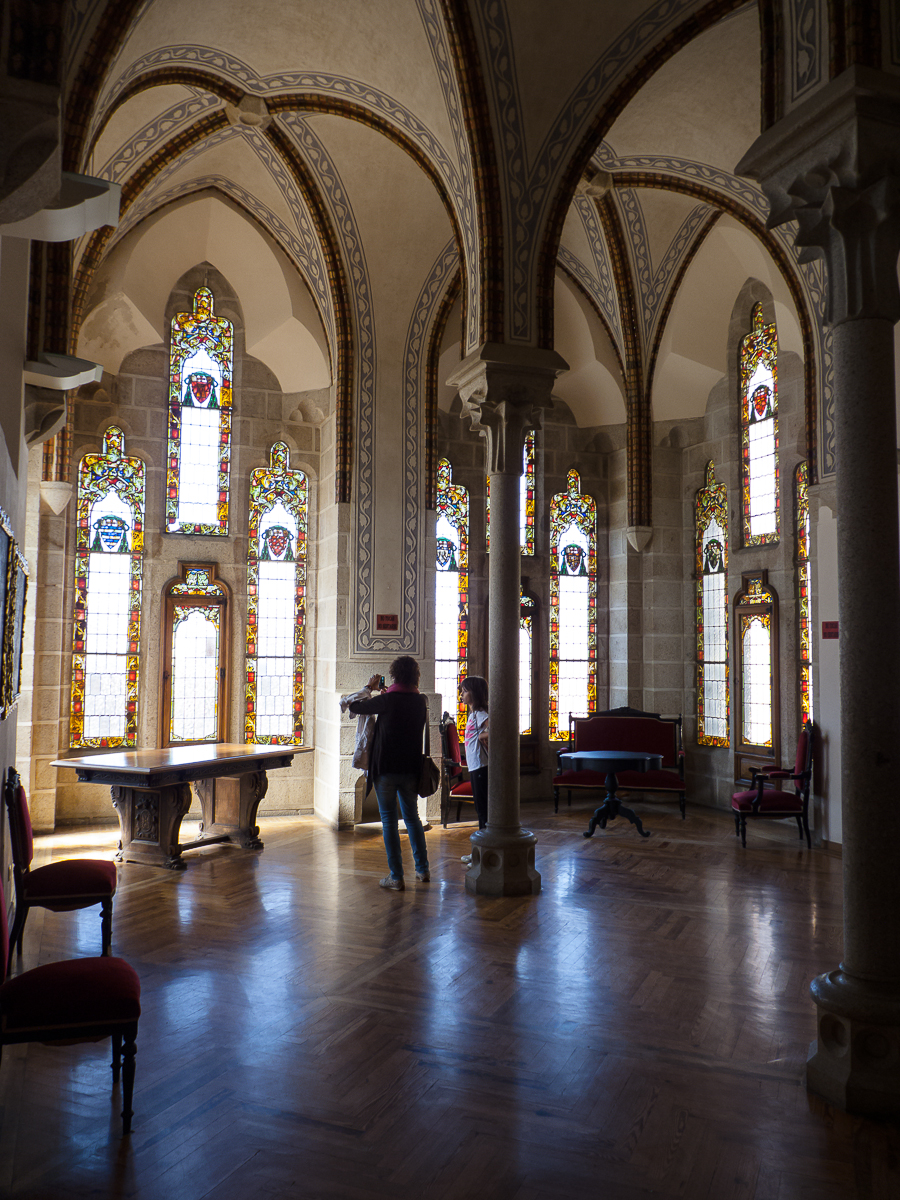
Detalle del interior
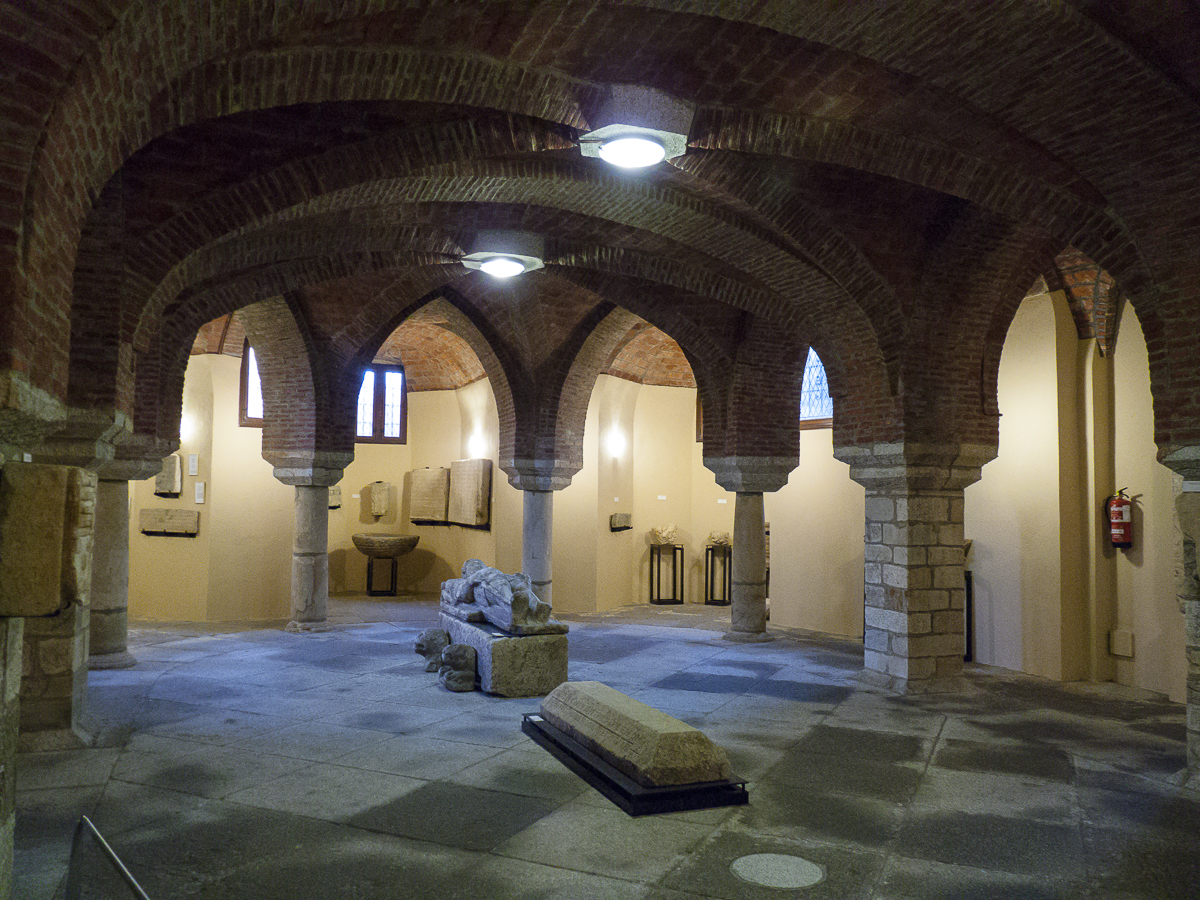
Imagen del sótano

#### Planta superior y cubierta
Entre el segundo y el tercer piso hay también un entresuelo donde están las habitaciones del servicio y del paje del obispo así como aseos y un ropero. El tercer piso, destinado a desván, tiene la misma disposición que los pisos inferiores y está dividido en diversas dependencias; contiene también la biblioteca del obispo. En los años 1950 se reformó para situar una cocina y cuartos de baño. De aquí se accede a las terrazas superiores, que destacan por sus balaustradas caladas. El edificio se remata con losas de pizarra y cresterías de hierro forjado con motivos geométricos y vegetales y unas cubiertas a dos aguas.

## Museo de los Caminos

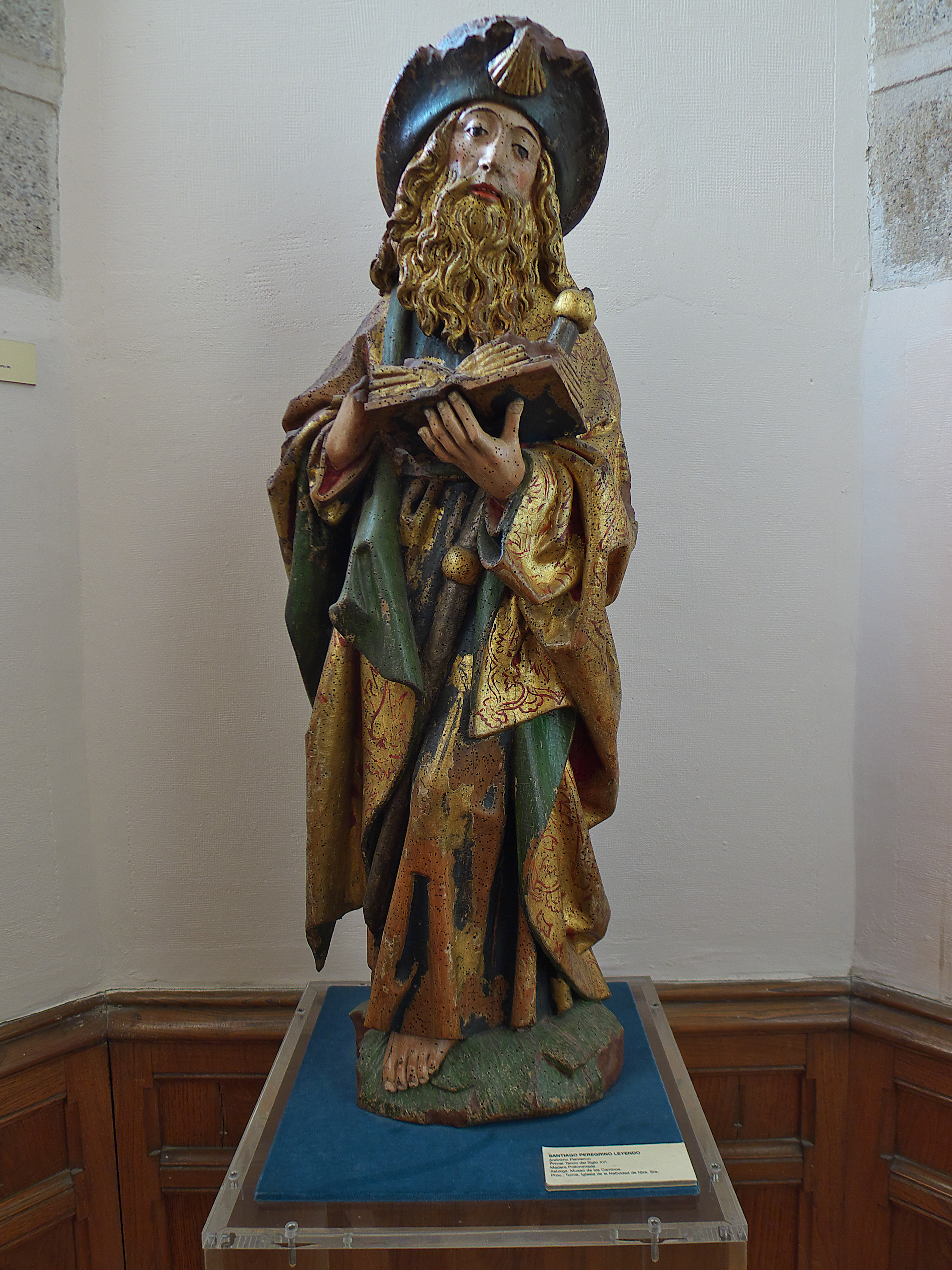
Imagen de Santiago Peregrino

El palacio fue reconvertido en museo en 1962, dedicado al Camino de Santiago. Recoge diversas piezas de arte religioso de la diócesis, depositadas en el museo para su mejor conservación o almacenaje, la mayoría de ellas relativas a la peregrinación. Destacan diversas tallas románicas como el Crucificado de Poibueno, de Gregorio Español (finales del siglo XVI), o el Retablo de San Bartolomé (finales del siglo XV) así como una colección de orfebrería desde el siglo XV hasta el siglo XVIII, de la que destaca la cruz procesional del santuario de Castrotierra de la Valduerna, así como cálices, incensarios y otros objetos litúrgicos.
En el sótano hay una colección de objetos arqueológicos de época romana y medieval entre las que destacan diversas inscripciones epigráficas halladas en el subsuelo de la villa astorgana, así como en León, Lugo, Orense y Zamora. En la planta baja se encuentran diversas tallas de madera policromada así como pinturas de estilo gótico internacional. En la sala III hay diversas imágenes del apóstol Santiago representado como peregrino, orante, guerrero, etc. En la planta noble se encuentra una colección de cruces procesionales entre las que cabe mencionar la de Poibueno, de Sebastián de Encalada, y la de Castrotierra, atribuida a Miguel Ángel. También se halla en esta planta  el retablo de Navianos atribuido a Berruguete. En la planta superior, habilitada en 1975, hay una exposición de artistas leoneses contemporáneos como Demetrio Monteserín, Andrés Viloria, Manuel Jular, Modesto Llamas, Mariano Ciagar, Eloy Vázquez, José Sánchez Carralero, Miguel Ángel Febrero, Marino Amaya, José Manuel Chamorro o Jesús Pombo, entre otros.